# Achot III Bagratouni
Pour les articles homonymes, voir Achot.
Achot III Bagratouni (en arménien Աշոտ Գ Բագրատունի) ou Achot l'Aveugle (Աշոտ Կուրացյալ ; mort en 761) est un prince arménien de la famille des Bagratides qui est prince d'Arménie de 732 à 748.

## Biographie
Fils d'un Vasak Bagratouni, il succède à Smbat VI Bagratouni, qui est probablement le frère aîné de son père. Smbat a des fils, mais qui sont probablement trop jeunes pour assurer des commandements, en cette période où l'Arménie est déchiré entre Byzance et l'islam. En 732, le calife Hicham ben Abd al-Malik le nomme prince d'Arménie, mais il doit faire face aux révoltes des fils de Smbat Bagratouni, qui revendiquent les biens de leur père, et des frères David et Grigor Mamikonian, qui revendiquent la prééminence en Arménie.
Grigor Mamikonian est nommé prince d'Arménie en 745, mais, avec le soutien du calife, Achot fait exiler en 746 les frères Mamikonian au Yémen. Ceux-ci reviennent cependant en Arménie en 748. Achot fait prisonnier David Mamikonian et le fait exécuter. Grigor se venge en capturant Achot et en lui faisant crever les yeux. Peu après, en 750, les califes omeyyades sont renversés et massacrés par les Abbassides et Achot, trop compromis avec les Omeyyades, est disgracié. Le titre de « prince d'Arménie » lui est retiré, et il est abandonné à la jalousie des autres maisons féodales d'Arménie.
C'est son cousin germain, Sahak Bagratouni, fils de Bagrat, qui devient nakharar de la maison bagratide après sa cécité. Sahak est nommé prince d'Arménie de 755 à 761.

## Postérité
Achot l'Aveugle laisse deux fils :
- Smbat VII ;
- Vasak Bagratouni, père d'un Adarnassé, et probablement ancêtre des rois bagratides d'Ibérie, puis de Géorgie.